# Архангело-Михайлівський жіночий монастир (Верхній Токмак)
Архангело-Михайлівський жіночий монастир УПЦ (МП) — православна обитель розташована у Запорізькому краю, у с. Верхній Токмак Чернігівського району. Належить до Бердянської єпархії УПЦ (МП).

## Заснування
Монастир заснований 11.11.2008 року. Документ про відкриття: журнал № 98 засідання Священного Синоду УПЦ від 11.11.2008 року. Монастир було освячено владикою єпископом Бердянським і Приморським Єлісеєм. Свято-Михайлівський монастир є першим жіночим монастирем у єпархії. Настоятелька: ігуменя Аркадія, 01.12.1958 року народження.

## Храм
За переказами старожилів, близько 1850 року в селі було збудовано невелику дерев'яну церкву. У 1863 парафіянами замість старої церкви, що згоріла, було збудовано нову кам'яну церкву з такою ж дзвіницею, яку було освячено в грудні цього ж року в ім'я Архістратига Михаїла. Було збудовано будинок для священика, крім того, церква володіла 49.5 десятинами землі. Парафіянами храму Архістратига Михаїла були жителі села Верхній Токмак та хутора Зубів.
Церкву було збудовано на околиці села на плато. Однокупольна, цегляна, з дзвіницею над бабінцем. Хрещата в плані з прямокутною в плані західною гілкою, перекритациліндричним зводом. Купол тримається на циліндричному барабані, завершується маленькою маківкою та хрестом, має 12 віконних пройм. Дзвіниця над бабінцем двоярусна. Ступінчастий за формою ярус увінчаний циліндричним ярусом для дзвонів з гранованим куполом із конічним завершенням та хрестом. Стіни храму прорізані арочними віконними проймами, завершуються геометричним фризом.
Спочатку будівництва куполи храму та дзвіниці, які були вкриті жерстю, ґрунтували соком часнику, який зносили селяни, а потім покривали лляною олією, яку на вогні доводили до стану лаку. І куполи храму блищали на сонці, пускаючи десятки сонячних зайчиків навкруги. Коли з'явилися олійні фарби, куполи фарбували в блакитний колір і здалеку здавалося, що хрести й куполи храму начебто єдналися з бездонною блакиттю неба.
У 1911 році храм було повторно освячено.
Зазнавши гонінь у роки більшовицьких експериментів, у 1929 р. церква Архістратига Михаїла закривається. У 1935 році, зачепивши канатами дзвіницю, її верхів'я повалили тракторами разом із дзвонами. Хотіли завалити й хрест, але він тільки похилився. пізніше залізо вигнило і він упав поблизу церкви, довго лежав на кладовищі, а потім колгосп здав його на металобрухт. Святі ікони виносили й палили, знищили надгробні пам'ятники на могилах священників, а заодно — і всі кам'яні надгробки на кладовищі. У приміщенні церкви зробили склад зерна.
З початку фашистської окупації німці дозволили діяльність релігійної громади. У 1942 році було зроблено ремонт силами жителя села Мизина М.К. та двох військовополонених художників, які волами завезли вапно, побілили й розмалювали храм. У підвалі церкви жителі села ховалися під час обстрілів і авіанальотів і ні одна з бомб чи снарядів не поцілили в храм.
8 березня 1945 року влада офіційно зареєструвала релігійну громаду. У 1949 р. громада налічувала 392 члени, в цьому ж році до храму Архістратига Михаїла передали майно Могилянської релігійної громади, яку зняли з реєстрації 2 жовтня 1949 р. Парафіянами храму були жителі с. Верхній Токмак, хутора Зубів, с. Могиляни. Пізніше збудовані селища Верхній Токмак I та Верхній Токмак II і села Нижній Токмак теж входили до цієї парафії.
У цей час священником у церкві був Аушев Іван Михайлович 1882 р.н., який служив по 1954 р., коли був переведений до Обіточненського храму. Він був дуже шанованою людиною, часто виручав колгоспи, сільради, надаючи грошові позики. Із 1954 року священиком храму Архістратига Михаїла служив Домбровський Георгій Йосипович. А з середини 1955 по червень 1958 р. у храмі служив протоієрей Дмитро Тяпочкін, у майбутньому архімандрит Серафим. Більшість жителів села була під впливом антирелігійної пропаганди. Парафія була маловіруюча.
За час служіння о. Дмитрія у Верхньому Токмаку було проведено ремонт храму, збільшилося число парафіян. Храм мав дуже гарний світлий вигляд, його прикрашала дуже велика гарна люстра. Протоієрей Дмитро дійсно був старанним пастирем, глибоко віруючою людиною, чудовим проповідником і молитовником. на свята приїздило особливо багато віруючих. Туга за рідними місцями на Дніпропетровщині, неодноразові звернення громади церкви Первоверховних апостолів Петра і Павла с. Сурська-Михайлівка Солонянського району Дніпропетровської області до архієпископа дніпропетровського і Запорізького Гурія про переведення протоієрея Дмитра до їх парафії, складні відносини з місцевим «начальством» змусили протоієрея Дмитра ухвалити рішення про перехід до церкви Первоверховних апостолів Петра і Павла с. Первоверховних апостолів Петра і Павла, де він служив 17 років. 25 липня протоієрей Дмитро вибув із с. Верхній Токмак.
Після від'їзду протоієрея Дмитра постійного священнослужителя у храмі не було. 12 серпня 1960 р. церкву закрили, а общину зняли з реєстрації. У храм на осінь 1959 р. завозять насіння соняшнику, а в 1960 р. до церкви завозять 3 тони дусту та ін. отрутохімікатів. Далі споруда храму 30 років використовувалась як склад отрутохімікатів.
Серед духовних чад батюшки Дмитра була родина Коротичів: Сергій Харитонович та Ніна Терентіївна. Їхній будинок знаходився поряд з храмом і вони були першими помічниками батюшки. Коли храм було закрито, Сергій Харитонович взяв на себе місію прибирати й обкошувати територію церкви й кладовища. Після смерті Сергія Харитоновича цю роботу виконував його син Василь Сергійович. А коли почалося відродження святині в 90-х роках 20 ст. Коротич В.С. працював головним інженером місцевої агрофірми. За завданням керівника агрофірми він став головним виконробом відбудови храму. У цей час було зведено огорожу та господарські будівлі храму. Парафіяни обирають Василя Сергійовича старостою релігійної громади.
12 листопада 1991 р. було знову зареєстровано релігійну громаду с. Верхній Токмак (свідоцтво №32). Спочатку священиком громади був ієрей Олександр, настоятель Чернігівської церкви Різдва Богородиці (1991—1993), потім з 1993 по 1996 рр. — настоятель Чернігівської церкви Різдва Богородиці ієрей Генадій (Бойко). З 1996 по 1997 рр. службу в храмі правив ієрей Генадій (Момот) — настоятель Миколаївської церкви села Новополтавка.
Першим постійним священиком храму був ієрей Іоан (Карташов), який служив тут більше року. При ньому було організовано церковний хор, винесено з храму шар землі, насиченої отрутохімікатами, товщиною в метр та завезено щебінь.
Велика роль у відродженні святині належить молодому енергійному священику ієрею Віктору (Ракку), який служив тут з 27 квітня 2000 р. по 24 січня 2007 р.
Це один з 8 храмів Запорізької області, котрі пережили складні радянські часи. На стінах збереглися старі, первозданні фрески і сама церква не втратила свій первозданний вигляд.

## Святині
- сщмч. Володимира Київського частка мощей
- мч.Олександра Римського частка мощей
- рівноап. Марії Магдалини частка мощей
- прпп. Глинських частки мощей
- Божої Матері Володимирська чудотворна ікона
- Божої Матері Почаївська чудотворна ікона
- частка Животворящого Хреста Господнього інші

## Монастирські будні
Долаючи труднощі й перешкоди, громада та черниці монастиря покращують його матеріальну базу. Спільними зусиллями змінюють зовнішній вигляд монастиря, розбудовують його господарство. Нещодавно тут завели пасіку, розбили виноградник та квітники, придбали трактор, розпочали будівництво підсобних приміщень, реконструкцію системи опалення, здійснили освітлення території обителі. Значну допомогу у відновленні святині надають жителі району, особливо керівники великих сільських господарств. «Обитель міцніє і стає гарнішою» за словами ігуменії Аркадії.